# Quellen zu den Reformen in den Rheinbundstaaten
Die Quellen zu den Reformen in den Rheinbundstaaten sind eine Abteilung der Historischen Kommission bei der Bayerischen Akademie der Wissenschaften (HiKo).
Die von Karl Otmar von Aretin und Eberhard Weis initiierte Abteilung der Historischen Kommission ist eine Konsequenz der durch die Arbeiten von Helmut Berding und Elisabeth Fehrenbach in Gang gekommene Neuinterpretation der Rheinbundzeit.
In Abkehr von einer Geschichtsschreibung, die diese Zeit mit Blick auf die Gründung des Deutschen Reiches 1871 unter Führung Preußens überwiegend als Zeit der Stagnation und damit negativ bewertete, gelangte die Forschung seit den 1970er Jahren zu einer anderen und deutlich positiveren Bewertung der vom französischen Vorbild unter Napoleon inspirierten Reformen in den Rheinbundstaaten.
Um dies auf eine breitere empirische Grundlage zu stellen, entstanden Quelleneditionen für Berg (1992), Westphalen (1992), Frankfurt (1995), Bayern (1996), Nassau (2001), Hessen-Darmstadt (2002), Württemberg (2005) und Baden (2012) sowie abschließend ein Band mit Blick auf die thüringischen Staaten am Beispiel Sachsen-Weimar-Eisenachs (2015).

## Publikationen der Abteilung
- Bd. I: Regierungsakten des Großherzogtums Berg 1806–1813. Bearbeitet von Klaus Rob. München 1992.
- Bd. II: Regierungsakten des Königreichs Westphalen 1807–1813. Bearbeitet von Klaus Rob. München 1992.
- Bd. III: Regierungsakten des Primatialstaates und des Großherzogtums Frankfurt 1806–1812. Bearbeitet von Klaus Rob. München 1995.
- Bd. IV: Regierungsakten des Kurfürstentums und Königreichs Bayern 1799–1815. Bearbeitet von Maria Schimke. München 1996.
- Bd. V: Regierungsakten des Herzogtums Nassau 1803–1814. Bearbeitet von Uta Ziegler. München 2001.
- Bd. VI: Regierungsakten des Großherzogtums Hessen-Darmstadt 1802–1820. Bearbeitet von Uta Ziegler. München 2002.
- Bd. VII: Württemberg 1797–1816/19. Quellen und Studien zur Entstehung des modernen württembergischen Staates. Bearbeitet von Ina Ulrike Paul. 2 Teilbände, München 2005.
- Bd. VIII: Regierungsakten des Kurfürstentums und Großherzogtums Baden 1803–1815. Bearbeitet von Maria Schimke, München 2012.
- Bd. IX: Thüringische Staaten Sachsen-Weimar-Eisenach. Bearbeitet von Gerhard Müller. Berlin/München/Boston 2015.

Die Bände können im Druck über den Verlag DeGruyter Brill bezogen werden.